# 백반 (태양)

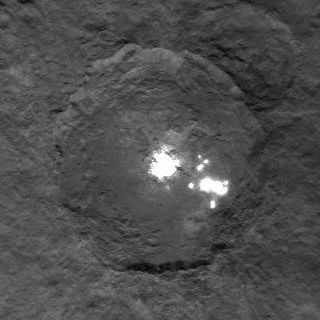
오카토르의 흰 점.

백반은 태양의 광구에 나타나는, 밝은 얼룩무늬를 가진 영역이다.
흑점이 출현하는 곳은 이들 백반 안이며, 흑점의 소멸 후에도 백반은 얼마 동안 남아 있다. 백반은 태양의 활동 영역을 나타내고 있다. 전파나 X선에 의한 관측에 의하면, 백반의 상공에는 코로나 응집(corona 凝集)이라고 불리는, 수백만 도에 이르는 고온, 고밀도의 가스가 괴어 있음을 알 수 있다. 백반은 백색광으로도 보이나, 필터를 통해 수소나 칼슘선(線)으로 관측하면 더욱 분명히 보인다. 이들을 양모반(羊毛斑) 및 플라즈(plage)라고 부른다.